# El Guelb El Kebir
El Guelb El Kebir (en árabe: القلب الكبير‎) es un municipio (baladiyah) de la provincia o valiato de Médéa en Argelia. En abril de 2008 tenía una población censada de 12 782 habitantes.

## Descripción
Se encuentra ubicado en el centro-norte del país, a poca distancia al sur de la costa del mar Mediterráneo y de la capital del país, Argel.
Actividad principal: Agricultura y ganadería en pequeña escala.